# I Did It for Love (BoA)
I Did It for Love è un singolo della cantante sudcoreana BoA, pubblicato nel 2009 e realizzato in collaborazione con il cantante e produttore statunitense Sean Garrett.

## Videoclip
Il videoclip della canzone è stato diretto da Joseph Kahn e girato a Hollywood.

## Tracce
1. I Did It For Love (King Britt Main Mix Vox Up)
2. I Did It For Love (King Britt Main Mix)
3. I Did It For Love (King Britt Instrumental)
4. I Did It For Love (King Britt Radio Mix)
5. I Did It For Love (Radio Edit)
6. I Did It For Love (DJ Escape & Johnny Vicious Main Mix)
7. I Did It For Love (DJ Escape & Johnny Vicious Dub Mix)
8. I Did It For Love (DJ Escape & Johnny Vicious Instrumental)
9. I Did It For Love (DJ Escape & Johnny Vicious Acapella)
10. I Did It For Love (DJ Escape & Johnny Vicious Radio Mix)